# آنتون اوتیموف
آنتون اوتیموف (انگلیسی: Anton Evtimov؛ زادهٔ ۲۷ ژوئن ۱۹۷۳) بازیکن فوتبال اهل بلغارستان است.
از باشگاه‌هایی که در آن بازی کرده است می‌توان به باشگاه فوتبال لوکوموتیو صوفیه اشاره کرد.
وی همچنین در تیم ملی فوتبال بلغارستان بازی کرده است.